# Predatoroonops
Genre
Predatoroonops est un genre d'araignées aranéomorphes de la famille des Oonopidae.

## Distribution
Les espèces de ce genre sont endémiques du Brésil.

## Description
Les mâles mesurent de 1,05 à 2,05 mm et les femelles de 1,05 à 2,35 mm.

## Liste des espèces
Selon World Spider Catalog (version 22.0, 01/05/2021) :
- Predatoroonops anna Brescovit, Rheims & Bonaldo, 2012
- Predatoroonops billy Brescovit, Rheims & Ott, 2012
- Predatoroonops blain Brescovit, Rheims & Ott, 2012
- Predatoroonops chicano Brescovit, Rheims & Santos, 2012
- Predatoroonops dillon Brescovit, Rheims & Bonaldo, 2012
- Predatoroonops dutch Brescovit, Rheims & Bonaldo, 2012
- Predatoroonops maceliot Brescovit, Rheims & Ott, 2012
- Predatoroonops mctiernani Brescovit, Rheims & Santos, 2012
- Predatoroonops olddemon Brescovit, Rheims & Santos, 2012
- Predatoroonops peterhalli Brescovit, Rheims & Santos, 2012
- Predatoroonops phillips Brescovit, Rheims & Santos, 2012
- Predatoroonops poncho Brescovit, Rheims & Ott, 2012
- Predatoroonops rickhawkins Brescovit, Rheims & Bonaldo, 2012
- Predatoroonops schwarzeneggeri Brescovit, Rheims & Ott, 2012
- Predatoroonops stani Pereira & Labarque, 2021
- Predatoroonops vallarta Brescovit, Rheims & Bonaldo, 2012
- Predatoroonops valverde Brescovit, Rheims & Ott, 2012
- Predatoroonops yautja Brescovit, Rheims & Santos, 2012

## Étymologie
Ce genre a été nommé en référence aux predators.

## Publication originale
- Brescovit, Bonaldo, Santos, Ott & Rheims, 2012 : « The Brazilian goblin spiders of the new genus Predatoroonops (Araneae, Oonopidae). » Bulletin of the American Museum of Natural History, no 370, p. 1-68 (texte intégral).